# Chicago Shakespeare Theater
Chicago Shakespeare Theater (CST) - grupa teatralna z Navy Pier w Chicago założona w 1986 roku przez Barbarę Gaines. Należy do Shakespeare Theatre Association of America. W 2008 roku zdobyła Regional Theatre Tony Award.